# Огра (Канзас)
Огра (енгл. Agra) град је у америчкој савезној држави Канзас.

## Демографија
По попису из 2010. године број становника је 267, што је 39 (-12,7%) становника мање него 2000. године.
| Група             | 2000.       | 2010.       |
| Белци             | 300 (98,0%) | 250 (93,6%) |
| Афроамериканци    | 0 (0,0%)    | 1 (0,4%)    |
| Азијати           | 0 (0,0%)    | 1 (0,4%)    |
| Хиспаноамериканци | 2 (0,7%)    | 6 (2,2%)    |
| Укупно            | 306         | 267         |